# كمال هير
كمال هير (بالإنجليزية: Kamal Heer)‏ هو مغني هندي، ولد في 23 يناير 1973.

## وصلات خارجية
- الموقع الرسمي
- كمال هير على موقع ميوزك برينز (الإنجليزية)